# Theridion niveopunctatum
Theridion niveopunctatum är en spindelart som beskrevs av Tamerlan Thorell 1898. Theridion niveopunctatum ingår i släktet Theridion och familjen klotspindlar.
Artens utbredningsområde är Myanmar. Inga underarter finns listade i Catalogue of Life.